# Cirey-lès-Pontailler
Cirey-lès-Pontailler è un comune francese di 133 abitanti situato nel dipartimento della Côte-d'Or nella regione della Borgogna-Franca Contea.

## Società

### Evoluzione demografica
Abitanti censiti